# El Greco (soundtrack)
El Greco: Original Motion Picture Soundtrack is het derde album met El Greco als titel van de Griekse musicus Vangelis. Het album bevat andere composities dan de eerdere twee albums verschenen onder dezelfde titel, namelijk een 18-delige suite, die bij een film uit 2007 hoort over de schilder El Greco.
Deel 5 in een volksliedje van Kreta, Chania; deel 8 is van Psarantonis, die het ook uitvoert; ook deel 11 is gecomponeerd en uitgevoerd door een ander: Loudovicos Ton Anogion. De koorpartijen zijn grotendeels ingezongen door het Koor van de Griekse Omroep.
Operazangeres Montserrat Caballé zong ook mee op dit album.

## Film
De film is van regisseur Iannis Smaragdis, gedraaid met een plaatselijke cast.

## Tracklist
| Nr. | Titel   | Duur |
| --- | ------- | ---- |
| 1.  | Part 1  | 3:59 |
| 2.  | Part 2  | 1:56 |
| 3.  | Part 3  | 4:20 |
| 4.  | Part 4  | 2:26 |
| 5.  | Part 5  | 3:06 |
| 6.  | Part 6  | 2:05 |
| 7.  | Part 7  | 1:30 |
| 8.  | Part 8  | 1:56 |
| 9.  | Part 9  | 1:00 |
| 10. | Part 10 | 1:51 |
| 11. | Part 11 | 2:50 |
| 12. | Part 12 | 4:56 |
| 13. | Part 13 | 2:36 |
| 14. | Part 14 | 1:06 |
| 15. | Part 15 | 2:40 |
| 16. | Part 16 | 2:46 |
| 17. | Part 17 | 2:28 |
| 18. | Part 18 | 3:16 |